# Eduarda Mansilla
Eduarda Damasia Mansilla Ortiz de Rozas de García, née le 11 décembre 1834 à Buenos Aires et morte le 20 décembre 1892 dans la même ville, est une écrivaine argentine renommée, qui écrit en français.

## Biographie

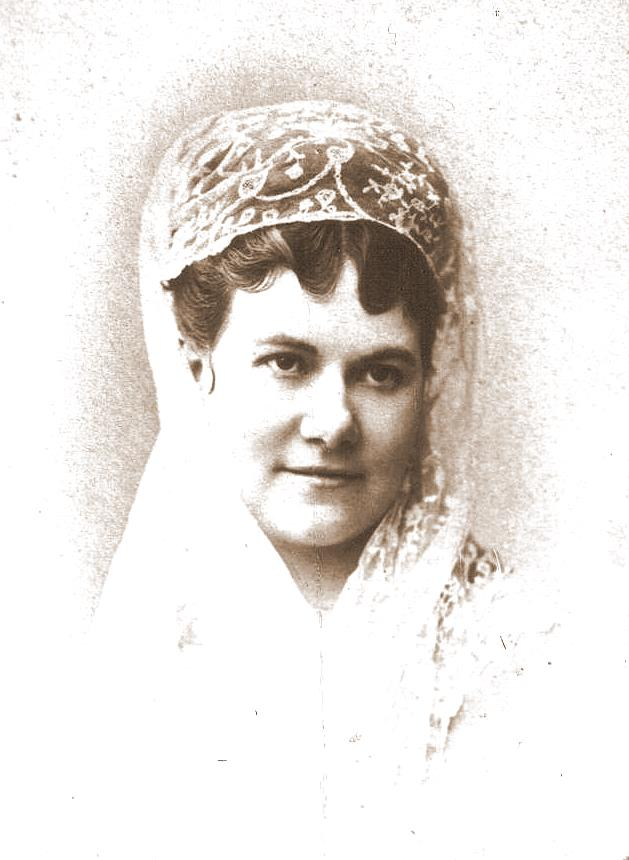
Eduarda Mansilla en 1875.

Eduarda Mansilla appartient à la bourgeoisie argentine. Elle est la fille du général Lucio Norberto Mansilla et d'Augustina Ortiz de Rosa. Elle est la nièce de Juan Manuel des Rosas. Elle est la troisième enfant d'une famille de quatre, les enfants ont bénéficié d'une solide éducation à domicile par des percepteurs et leur mère.
Elle épouse à 17 ans Manuel Rafael García Aguirre. Le couple vivra à Paris de 1855 à 1860 puis aux États-Unis jusqu'en 1863 avant de retourner à Paris jusqu'en 1868. Son premier roman est Pablo ou la vie dans les pampas en 1869. Il évoque les droits des femmes, souvent ignorés. Selon elle, le travail des femmes ne doit pas  se limiter aux tâches ménagères,. Comme le titre l'indique, le roman est écrit en français. La langue française était estimée en Argentine, et Mansilla a passé du temps à Paris. Elle écrit également sur ses visites aux États-Unis, où elle soutient les Amérindiens, en les désignant cependant comme primitifs. Elle soutient aussi les propriétaires d'esclaves des États confédérés d'Amérique. Dans sa vie personnelle, elle côtoie des hommes aux convictions politiques contradictoires : son mari est le fils d'un opposant à Juan Manuel de Rosas. Elle est l'autrice d'un des premiers livre pour enfants en Argentine.

## Influence musicale

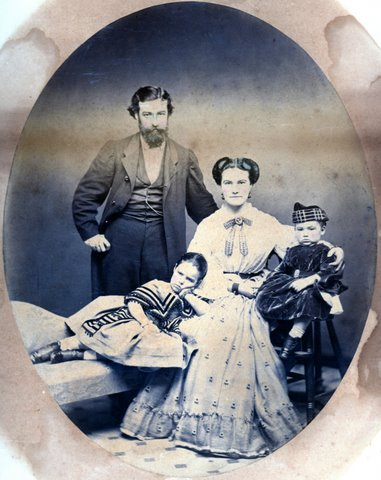
Eduarda Mansilla en 1861, avec son mari Manuel Rafael García Aguirre et ses enfants.

Eduarda Mansilla reçoit une éducation classique en musique. Lors de son enfance à Buenos Aires, elle apprend à jouer du piano. Cet aspect de son éducation est dû aux normes sociales en vigueur à l'époque : les personnes de haut rang social doivent bien connaître la musique. Mansilla a même composé des œuvres musicales et en a publié quelques-unes.
Sa formation musicale se manifeste également dans ses écrits littéraires : la musique comme sujet, ainsi que son interprétation et les références aux instruments de musique sont courantes dans ses œuvres.